# Dendronephthya acaulis
Dendronephthya acaulis är en korallart som beskrevs av Kükenthal 1906. Dendronephthya acaulis ingår i släktet Dendronephthya och familjen Nephtheidae. Inga underarter finns listade i Catalogue of Life.